# ファイバーチャネル・オーバー・イーサネット

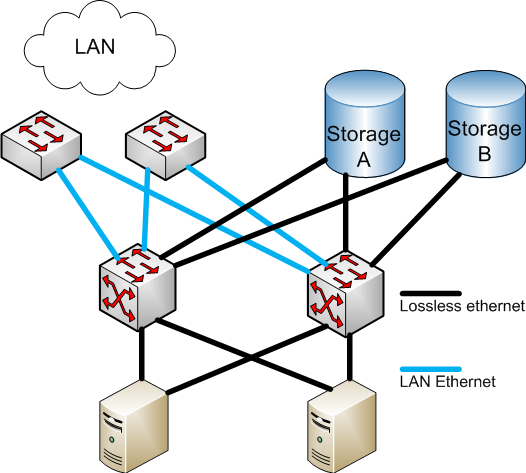
FCoEの概念図

ファイバーチャネル・オーバー・イーサネット (英:  Fibre Channel over Ethernet : FCoE) はファイバーチャネル（FC）を 10ギガビット・イーサネット上で使えるようにするための規格。ストレージエリアネットワーク (SAN)とLocal Area Network (LAN)をイーサネットで統合することを目的としたプロトコルで、ANSI T11委員会で標準化が完了している。

## 概要
従来、大規模なシステムではイーサネットを使ったLANとFCを使ったSANの両方を構築せねばならずネットワークが複雑になっていた。これを解決するために、イーサネット上でFCのフレームをカプセル化して通信出来るFCoEが考案された。

### 利点
1. ホストのインタフェース数とスイッチ数の削減と省電力化。
2. ケーブリングの簡素化。
3. リソース統合による効率化と一括管理。

従来はFC用にHost Bus Adapter(HBA)を、IP用にNetwork Interface Card (NIC)を別々に用意する必要があった。後述のConverged Network Adapter(CNA)を利用する事でこれらが集約される。

### 欠点
1. 技術の普及と成熟度
2. 投資保護・コストマッチ
3. 管理組織間の調整

10ギガビット・イーサネットの低価格化も普及の鍵となる。また一般にLANを管轄するネットワーク部門とFCを管轄するストレージ部門は部署が異なるため、FCoEをどちらが管理するか調整が必要となる。

## ハードウエア
FCoEに対応したカードであるConverged Network Adapter(CNA)とFCoE対応のスイッチが必要となる。これらを接続する事でIP網とSANへの接続が行われる。
CNAのメーカーにはブロケード、Emulex、インテル、QLogicがある。スイッチのメーカーにはブロケード、シスコシステムズなどがある。
- CNA及びスイッチの概念図1
- CNA及びスイッチの概念図2

## プロトコル階層とフレーム構造

### プロトコル階層
主に以下の6つの層がある。下位層から順に、
- CEEレイヤー1
- CEEレイヤー2
- FCoE
- FC-2
- FC-3
- FC-4

解説: 
- CEEとはコンバージド・エンハンスド・イーサネットであり、FCoEの物理層及びデータリンク層ではCEEレイヤー1, 2をそれぞれ使う。なおCEEとDCE  (Data Center Ethernet)はベンダーの独自用語であり、正式にはIEEE DCBと呼ぶ。
- FC-2以上はネイティブなFCプロトコル層がそのまま配置されるため、FCの知識をそのまま応用できる。
- MACアドレスで通信しInternet Protocolを利用しないので、ルーティングは出来ない。
- イーサネットのヘッダであるEtherTypeにはFCoEを示す「0x8906」が入り、それ以外はRFC3643に規定された送受信者のMACアドレス、VLANタグ、Start of Frame(SOF)、End Of Frame(EOF)などが入る。
- FCoEのカプセル化されたFCフレームはネイティブなFCのそれと同じである。

### フレーム
下図の通りである。

## 類似技術
イーサネットでSANを構築する手法としてiSCSIもある。技術的な違いはiSCSIはTCP/IPを利用するのに対してFCoEはこれを利用しない事や、iSCSIは1GbEが利用出来るのに対してFCoEは10GbEが必要であるなどである。その他にもコスト・性能・既存インフラとの親和性等考慮すべき事は多いが、概してiSCSIはコストや使いやすさを重視する中小企業向け、FCoEはミッションクリティカルな大企業向けとされる事がある。他にもRemote Direct Memory Accessの仕組みを利用してイーサネット上でSCSI通信を可能にするen:RDMA over Converged Ethernet(RoCE)もある。

## 用語集
FCM (Fibre Channel Mapper)
FCのフレームをイーサーネットのフレームにカプセル化/非カプセル化を行うための機能。
ENode (FCoE Node)
カプセリング化されたFCをIEEE DCBの物理層と通信ができるようにする機能。FCMを搭載したインタフェースとなる。主にCNAに該当する。
FCF (FCoE Forwarder)
FCMを実装したイーサースイッチでありFCとIEEE DCBの機能を提供する。FCoEスイッチに該当する。
- FPMA (Fabric Provided MAC Address)

MACアドレスをFCoEスイッチ（ファブリック）側から割り当てるための方式
SPMA (Server Provided MAC Address)
MACアドレスの管理をENode（ホスト）側にて管理するための方式
FIP (FCoE Initialization Protocol)
IEEE DCB上でFCファブリックの検索やログインサービスを構成するプロトコル。Ethertypeとして「FIP（0x8914）」を使用する

## 動作概要
IEEE DCB上のFCoEデバイスがFCにログインするまでの動作概要は以下の通りである。
1. ENode（ホストのCNAに相当）がイーサネットのマルチキャストを利用してFCF（FCoEスイッチ）を検索 。FIP Discoveryと呼ぶ。
2. FCFはユニキャストでENodeに対しFCFのMACアドレスを返す。
3. ENodeはFCFに対してMACアドレスで接続を行いログイン処理を行う。FIP FLOGIと呼ぶ。ログインによりFCoEの初期化が完了する。
4. 初期化後はFCへのログインが行われ (FC PLOGIと呼ぶ)、通信が始まる。

## ベンダー
以下の通りネットワーク/ストレージ・ベンダが規格化を支援している。また、IEEE標準化団体のData Center Bridging Task Groupが規格作成を推進している。
Absolute Analysis, BLADE Network Technologies、ブロードコム、ブロケード、シスコ (Nuova)、EMC、Emulex、Finisar、HP、IBM、インテル、日立データシステムズ、Mellanox、ネットアップ、PMC-Sierra、QLogic、サン・マイクロシステムズ.